# Estońska Formuła 3 Sezon 1970
1970 – trzeci sezon Estońskiej Formuły 3. Składał się z dwóch eliminacji na torze Pirita-Kose-Kloostrimetsa. Mistrzem został Madis Laiv (Estonia 9M).

## Kalendarz wyścigów
| Runda | Data        | Tor     | Pole position | Najszybsze okrążenie              | Zwycięzca (kierowcy) | Zwycięzca (zespoły) |
| ----- | ----------- | ------- | ------------- | --------------------------------- | -------------------- | ------------------- |
| 1     | 5 lipca     | Tallinn | ?             | Enn Griffel Madis Laiv Heido Karu | Enn Griffel          | Kalev Tallinn       |
| 2     | 16 sierpnia | Tallinn | ?             | Madis Laiv                        | Madis Laiv           | Kalev Tallinn       |

## Klasyfikacja kierowców
| Legenda oznaczeń w tabelach wyników Wyświetl szablon na nowej stronie | Legenda oznaczeń w tabelach wyników Wyświetl szablon na nowej stronie                                                                     |
| Oznaczenie                                                            | Wyjaśnienie |
| --------------------------------------------------------------------- | --- |
| Złoty                                                                 | Zwycięzca lub mistrzostwo |
| Srebrny                                                               | 2. miejsce lub wicemistrzostwo |
| Brązowy                                                               | 3. miejsce lub II wicemistrzostwo |
| Zielony                                                               | Ukończył, punktował (w klasyfikacji generalnej, gdy zdobył co najmniej jeden punkt na przestrzeni sezonu, poza trzema powyższymi opcjami) |
| Niebieski                                                             | Ukończył, nie punktował (w klasyfikacji generalnej, gdy nie zdobył co najmniej jednego punktu na przestrzeni sezonu)                      |
| Czerwony                                                              | Nie zakwalifikował się (NZ) |
| Czerwony                                                              | Nie prekwalifikował się (NPK) |
| Różowy                                                                | Nie ukończył (NU) |
| Różowy                                                                | Niesklasyfikowany (NS) (w klasyfikacji generalnej, gdy nie został sklasyfikowany w żadnym wyścigu sezonu)                                 |
| Czarny                                                                | Zdyskwalifikowany (DK) |
| Czarny                                                                | Wykluczony (WYK/EX) |
| Biały                                                                 | Nie wystartował (NW) |
| Biały                                                                 | Kontuzjowany (K/INJ) |
| Biały                                                                 | Wyścig odwołany (OD/C) |
| Bez koloru                                                            | Został wycofany (WYC/WD) |
| Bez koloru                                                            | Nie przybył (NP/DNA) |
| Bez koloru                                                            | Nie brał udziału w treningach (NT/DNP) |
| Bez koloru                                                            | Nie został zgłoszony (–) |
| Pogrubienie                                                           | Start z pole position |
| Kursywa                                                               | Najszybsze okrążenie wyścigu |
| †                                                                     | Nie ukończył, ale jego rezultat został zaliczony ze względu na przejechanie więcej niż 90% dystansu wyścigu.                              |
| *                                                                     | Sezon w trakcie |
| 1/2/3                                                                 | Punktowana pozycja w sprincie kwalifikacyjnym                                                                                             |
| Lista systemów punktacji Formuły 1                                    | |

| Poz.                                          | Kierowca          | Zespół             | TAL | TAL | Punkty |
| --------------------------------------------- | ----------------- | ------------------ | --- | --- | ------ |
| 1                                             | Madis Laiv        | Kalev Tallinn      | 2   | 1   | 37     |
| 2                                             | Henri Saarm       | DOSAAF Tallinn     | 7   | 2   | 31     |
| 3                                             | Mati Salumets     | DOSAAF Tallinn     | 4   | ?   | 29     |
| 4                                             | Enn Griffel       | Kalev Tallinn      | 1   | -   | 20     |
| 5                                             | Otomar Õunas      | Kalev Tallinn      | NU  | 3   | 15     |
| 6                                             | Ülo Mäeots        | Jõud Rakvere       | NU  | ?   | 13     |
| NS                                            | Heido Karu        | Kalev Tallinn      | NU  | -   | 0      |
| NS                                            | Jukk Reintam      | Kalev Tallinn      | NU  | -   | 0      |
| NS                                            | Jaan Küünemäe     | Kalev Kohtla-Järve | NU  | -   | 0      |
| Kierowcy niedopuszczeni do zdobywania punktów |                   |                    |     |     |        |
| NS                                            | Anatolij Sebejkin | Spartak Leningrad  | 3   | -   | 0      |
| NS                                            | Nikołaj Iwanow    | Spartak Leningrad  | 5   | -   | 0      |
| NS                                            | Ivo Hange         | Spartak Leningrad  | 6   | -   | 0      |
| NS                                            | Władimir Zelenkow | Spartak Leningrad  | NU  | -   | 0      |